# Діброва Іван
Іва́н Дібро́ва (Гордий Гаврило Васильович; 21 червня 1881 , Добринівці, Заставнівський повіт, Герцогство Буковина, Австро-Угорщина  — 6 червня 1917 , Відень, Австро-Угорщина ) — український письменник та публіцист.

## Життєпис
Народився в селі Добринівці, тепер Заставнівський район, Чернівецька область.
Навчався у Чернівецькій учительській семінарії, 1903 року був виключений через «політичну неблагонадійність» та ув'язнений. Брав участь у січовому русі на Буковині, зокрема поширював друковані органи Української революційної партії, та транспортуванні, зокрема, творів Тараса Шевченка. Налагодив перехід через кордон учасників революційоного руху — за це був заарештований вдруге.
Під час Першої світової війни виїхав до Відня, де редагував газету «Буковина» та «Народний голос». За дорученням Союзу визволення України виїжджав до Туреччини — для проведення антицарської агітації.
1902 виступив на Буковині — з нагоди 41-ї річниці смерті Тараса Шевченка. Від 1903 року друкувався — у газетах «Буковина», «Громадянин», «Іскра», «Народне багатство», журналі «Промінь».
У його поезії присутні громадянські мотиви: зокрема, змальовував злиденне становище селян («В мужицькій хаті» «Думка хлібороба», «І день, і ніч працює хлоп…», «Орач»), вболівав за майбутнє («Воскресне Україна»), протестував проти соціальної несправедливості («Весна іде», «Зорі на небі сіяють»). Градянські мотиви переплітаються з лірикою кохання («Була весна, була любов», «Спомин», «Ходив я лісами, ходив я степами…»).
Писав соціально-психологічну прозу: «Великдень», «За землю», «Марта», «На грибах», «Побіда», новели автобіографічного характеру: «З мого дневника», «Сльози», «Щастя». Написав низку літературно-критичних й публіцистичних статей, з них «В пам'ять сорок семих роковин смерти великого борця Тараса Шевченка» (1908) та «Тарас Шевченко (Його життя і значення для народу)» (1908).
Окремі твори Івана Діброви надруковані у книгах «Письменники Буковини початку 20 століття» (1958) й «Антологія українського оповідання» (том 2, 1960).